# 格雷修女社區醫院
格雷修女社區醫院（英文：Grey Nuns Community Hospital）是一個位於加拿大亞伯達省省會愛德蒙頓米爾伍茲區域的公設醫院。醫院提供24小時急診服務和第三方姑息治療病床。醫院名稱是為紀念1859年自蒙特婁派遣來愛德蒙頓區域協助的格雷修女：埃梅里·柔伊·勒布朗（Emery Zoe LeBlank）修女、阿德爾·拉密（Adel Lamy）和瑪麗·雅克 (Alphonse/Marie Jacques)。

## 主要服務
- 一般外科和血管外科
- 重症加護醫學
- 家庭藥劑
- 內科
- 兒童醫療
- 女性健康
- 看診
- 精神治療
- 非臥床醫療[5]

## 資料來源
1. 1 2  . www.covenanthealth.ca. Covenant Health.   [March 18, 2020]. （原始内容存档于2023-09-26）.
2. ↑  Sanderson, Kay. . Famous Five Foundation. 1999  [2023-11-20]. （原始内容存档于2015-09-24）.
3. ↑  Dalheim, K. . Calahoo Women's Institute. 1955: 12  [2023-11-20]. （原始内容存档于2013-06-28）.
4. ↑   (PDF). Covenant Health.   [20 May 2013]. （原始内容存档 (PDF)于2021-11-23）.
5. ↑  .   [2009-01-28]. （原始内容存档于2009-02-04）.